# David Quammen

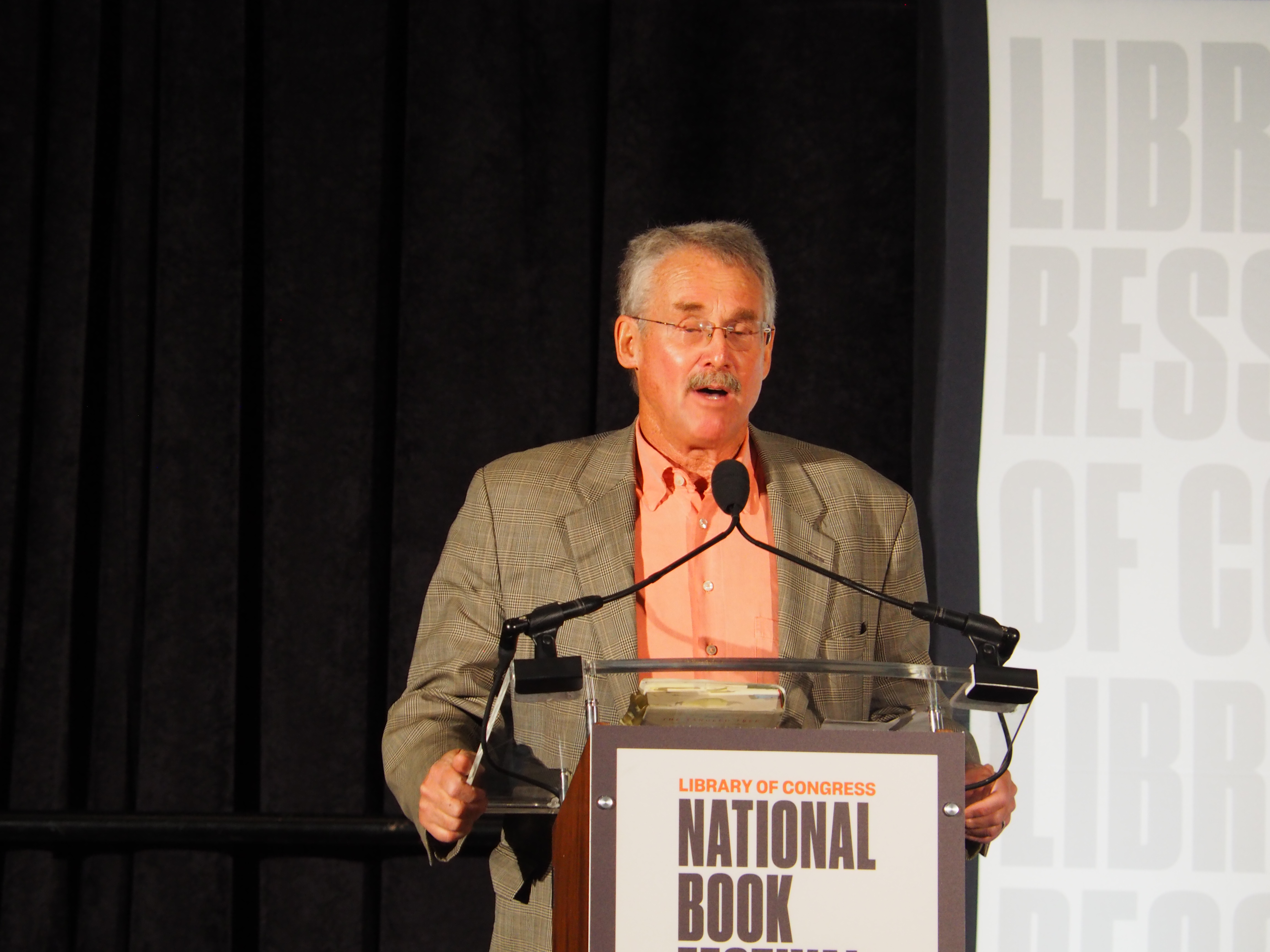
David Quammen

David Quammen (* 24. Februar 1948 in Cincinnati, Ohio) ist ein amerikanischer Schriftsteller und Wissenschaftsjournalist. Er studierte Literatur an der Yale University und an der University of Oxford und wurde vor allem durch seine mehrfach ausgezeichneten populärwissenschaftlichen Werke zu Naturgeschichte und Evolution bekannt. Er lebt heute in Bozeman, Montana.
David Quammen wurde 2005 als Ehrenmitglied in die Wissenschaftsvereinigung Sigma Xi aufgenommen. Auf Grundlage einer seiner Kurzgeschichten entstand der Spielfilm Walking Out (2017).

## Werke
- Die kalte Seele des Victor Tronko. Bastei-Lübbe, Bergisch Gladbach 1991, ISBN 3-404-13360-9.
- Der Gesang des Dodo. Eine Reise durch die Evolution der Inselwelten. Ullstein, München 2001, ISBN 3-548-60040-9.
- Die zwei Hörner des Rhinozeros. Claassen, München 2001, ISBN 3-546-00241-5.
- Das Lächeln des Tigers. Von den letzten Menschenfressern der Welt. Ullstein, Berlin 2006, ISBN 3-548-60579-6.
- Charles Darwin: Der große Forscher und seine Theorie der Evolution. Piper, München; Zürich 2009,  ISBN 978-3-492-05158-3.
- Spillover: Der tierische Ursprung weltweiter Seuchen. Deutsche Verlags-Anstalt, München 2013, ISBN 3-421-04365-5; Neuauflage 2015 u. d. T. Die neuen Seuchen, Pantheon, München, ISBN 3-421-04365-5; 2020 erneut u. d. T. Spillover, Pantheon, München, ISBN 3-570-55444-9.[1]
- The Tangled Tree: A Radical New History of Life. Simon & Schuster, 2018. ISBN 978-147677662-0.
- Breathless. The Scientific Race to Defeat a Deadly Virus. The Bodley Head Ltd, 2022. ISBN 978-1-84792-669-2